# Sala Heliogàbal
Heliogàbal es una sala de conciertos y recitales de poesía situada en el barrio de Gràcia de Barcelona, fundada en 1995 por Paolo de Antonio y la productora y agitadora cultural catalana Memi March.  

## Historia
El Heliogàbal abrió en la calle Ramón y Cajal del barrio de Gràcia de Barcelona en 1995, inicialmente como un punto de encuentro para artistas, poetas y público de la escena alternativa.  En los primeros años destacó por los recitales de poesía y conciertos de música experimental.  Figuras como el fotógrafo Albert Pijuan, la cantante Laura Maure, el músico Miquel Cabal y Artur Estrada tuvieron un papel clave en su gestión y programación. 

## Actividad artística y proyección
Entre 2007 y 2015 vivió su época más intensa, con hasta 250 conciertos anuales.  A pesar de estas limitaciones, la sala continuó teniendo una acogida importante recibiendo hasta tres propuestas diarias de grupos que querían actuar.  El local ha sido trampolín para artistas destacados de al escena musical catalana como el grupo Manel  y Rosalía, que actuó en 2015 con el guitarrista y productor Refree en los inicios de su prolífica carrera.  También han actuado otros artistas como Mishima, The New Raemon, Robert Forster, Lydia Lunch, Los Catarras, Maria Rodés, SR. Chinarro, Xarim Aresté y otros muchos nombres destacados de la escena local catalana, estatal e internacional. 
Además de conciertos, el Heliogàbal ha acogido exposiciones y presentaciones de artistas como Pascal Comelade, Dominique A, Enric Casasses y Macromassa.  El local ha sido un punto de encuentro donde han nacido numerosos proyectos musicales y artísticos a partir de conversaciones posteriores a los conciertos. 

## Reconocimiento y premios
En 2012, Heliogàbal recibió el Premio Ciudad de Barcelona en la categoría de música.  El jurado —formado por Manel Camp (presidente), Oriol Gibert, Albert Puig, Eva Vila y Maria Lladó— decidió por unanimidad conceder el premio de música al Heliogàbal, en reconocimiento a su programación anual  papel como espacio de creación de referencia, motor y punto de encuentro de la escena musical catalana. Pese a este reconocimiento, los responsables del local han denunciado reiteradamente la falta de apoyo institucional y la ausencia de un marco legal estable que garantice su actividad. 

## Reformas y situación reciente
En 2023, después de una reforma para ampliar el espacio y mejorar el escenario, la sala reabrió manteniendo su compromiso con la cultura de proximidad y los conciertos de pequeño formato.  Sin embargo, fuentes afirman que las restricciones de aforo y la situación económica siguen condicionando su futuro. 